# Hélène Mallebrancke
Hélène Mallebrancke, née à Molenbeek-Saint-Jean, le 3 mars 1902 et morte à Gand, le 30 août 1940 est la première belge diplômée en Génie civil,. Elle s'illustre par son courage et son professionnalisme lors de la Seconde Guerre mondiale en mettant tout en œuvre, au mépris de sa santé, pour maintenir opérationnels les réseaux de télécommunication alliés dans la région de Gand. Elle est décorée à titre posthume par le gouvernement français et les autorités belges.

## Éléments biographiques
Hélène Mallebrancke nait à Molenbeek-Saint-Jean, le 3 mars 1902 de Georges Mallebrancke, lui-même ingénieur, et de Caroline Spijers,,. Après une scolarité au lycée pour jeunes filles de Gand, elle passe un jury central d'État en 1919. Elle entre alors à l'Université d'État de Gand où elle est diplômée, en 1924, ingénieur en constructions civiles. Son père, Georges Mallebrancke, meurt en novembre 1924. L'année suivante elle obtient, avec grande distinction, le diplôme d'ingénieur électricien. En 1926, elle intègre le service public qui allait devenir en 1930, la Régie des Télégraphes et Téléphones. En mai 1940, elle est ingénieure-chef et assure la direction de la région de Gand,. 
Lors de l'invasion de la Belgique, bien que se sachant gravement malade depuis le début de l'année, elle n'a de cesse de venir en aide aux alliés afin de maintenir les télécommunications opérationnelles dans la région de Gand. Épuisée, elle doit être admise à l'Institut Marie-Médiatrice de Gand où elle meurt, le 30 août 1940 à l'âge de trente-huit ans.
Lorsqu'il apprend son décès, Charles Huntziger, alors Ministre de la Guerre du Gouvernement Laval fait parvenir à sa mère, la croix de guerre avec palmes et la citation à l'ordre du jour de l'Armée française :

« Mademoiselle Hélène Mallebrancke, Ingénieur en Chef de la Régie Belge des Télégraphes et Téléphones, Ingénieur en chef de la Circonscription de Gand, a pris une part prépondérante aux travaux d'établissement des liaisons de commandement des Armées Alliées manœuvrant en Belgique ; a su maintenir ou ramener à son poste le personnel de sa circonscription et a sauvegardé jusqu'au bout le fonctionnement du très important nœud de télécommunications de Gand ; a donné à ses Collègues et à ses subordonnés un remarquable exemple de conscience professionnelle et de sang-froid. »

En novembre 1946, elle reçoit, par arrêté du Régent, Charles de Belgique, la Croix de guerre belge avec palmes.

## Reconnaissances
- titulaire de la Croix de guerre française (avec palmes)[5].
- titulaire de la Croix de guerre belge (avec Palmes)[2]
- Chevalier de l'Ordre de Léopold[1].
- Depuis 2020, une rue porte son nom à Oostakker, la Mallebranckestraat[6].